# Linha de Albula
A Linha de Albula (em francês:  Ligne de l'Albula - em alemão:  Albulabahn) é uma uma linha de caminho de ferro pertencente á Ferrovia Rética de bitola métrica que circula no cantão suiço dos Grisões. O seu nome provém do facto de passar pelos Alpes de Albula.

## Características
A linha de Albula que utiliza o túnel de Albula e passa por inúmeras obras de arte arquitecturais tais como o célebre viaduto Landwasser, percorre entre Thusis a 697 m de altitude a São Moritz a 1 775 m só uma distância de 62 km mas com um desnível de   1 078 m.
A linha parte de São Moritz  até Thusis de onde segue até Coira com o Expresso Bernina.

## Património
A linha de Albula, conjuntamente com a linha da Bernina foram incluídas em 2008 no Património Mundial da UNESCO.

## Imagens

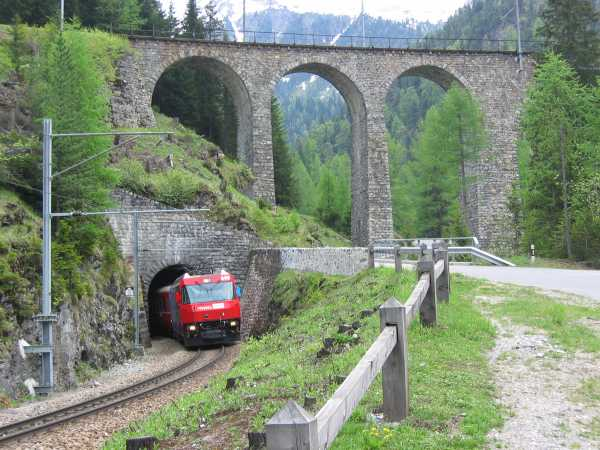
Secção Preda-Bravuogn
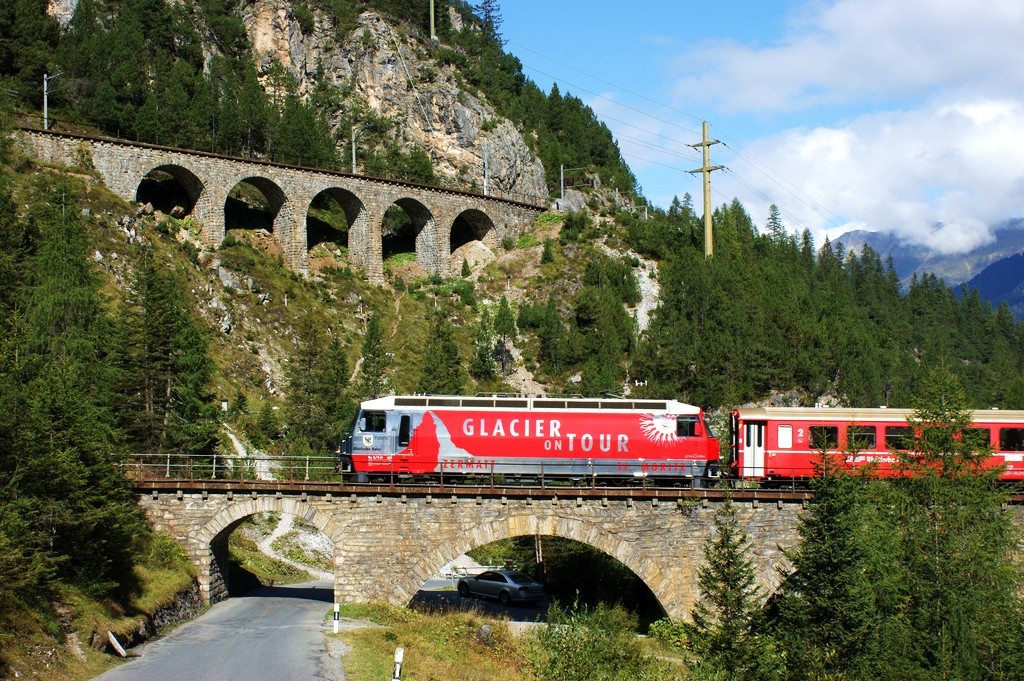
Obras de arte

- Em Youtube procurar : watch?v=wHA-Ww6ndg8-Ww6ndg8  (Visitado: Jan. 14)